# Tadeusz Żukowski

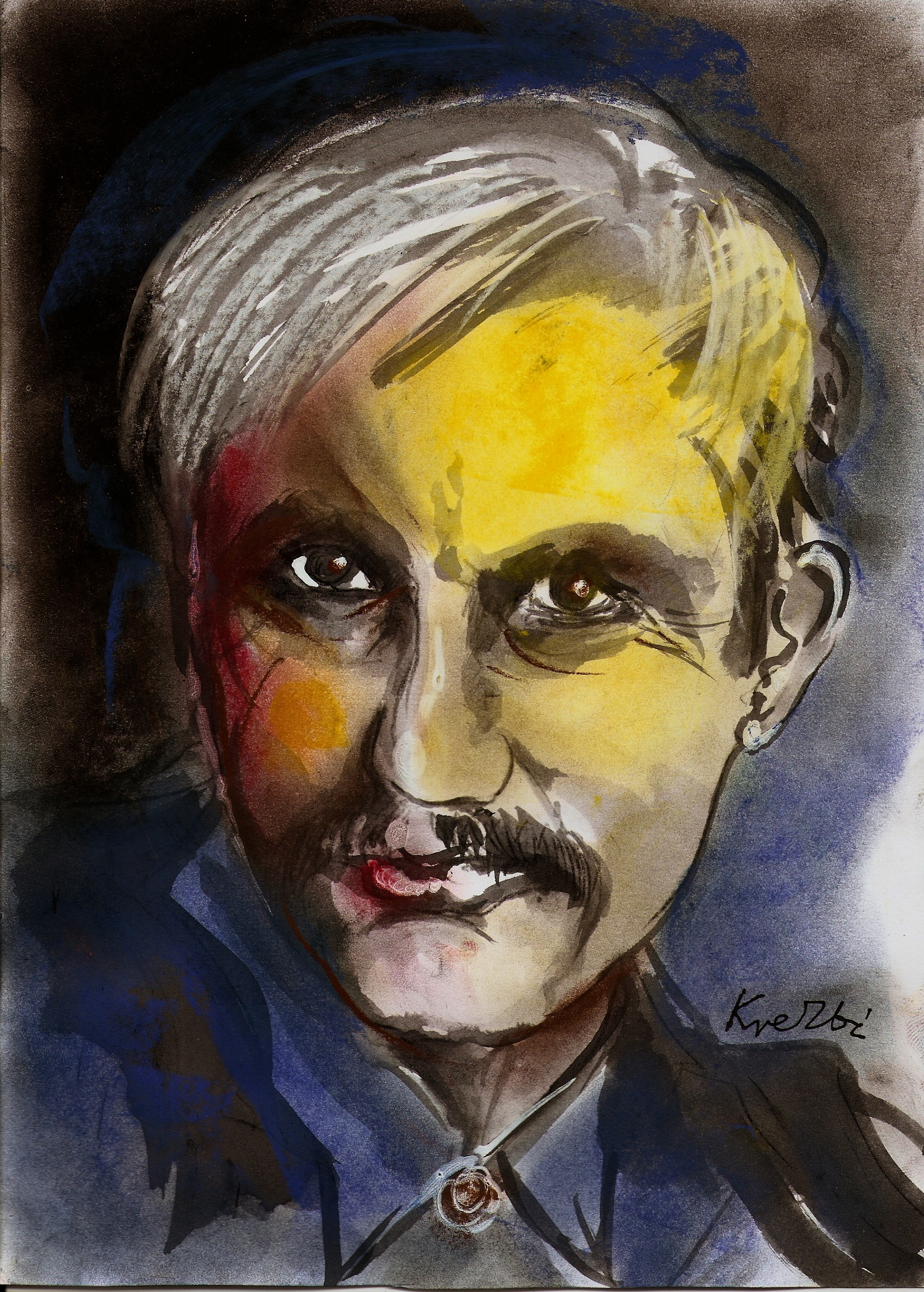
Portret Tadeusza Żukowskiego
autor Zbigniew Kresowaty

Tadeusz Żukowski (ur. w 1955 Gwardiejsku nad Pregołą, dawnym Tapiau w pobliżu Królewca) – poeta, scenarzysta, eseista, reżyser filmów dokumentalnych. Członek PEN Clubu, był zastępcą redaktora naczelnego „Czasu Kultury”, w latach 90. zajął się realizacją filmów dokumentalnych dla telewizji, m.in. o Czesławie Miłoszu, Kazimierze Iłłakowiczównie, Rafale Wojaczku.
W 1992 roku został uhonorowany Nagrodą im. Stanisława Piętaka za tomik Łza.
Tadeusz Żukowski jest synem polskiego zesłańca na Syberię, na stałe mieszka w Poznaniu. W maju 1958 roku, w ramach ostatniej akcji „repatriacyjnej” rodzina Żukowskich przyjechała na Pomorze Zachodnie i osiedliła się w Trzebiatowie. Po ukończeniu studiów polonistycznych na Uniwersytecie im. Adama Mickiewicza w Poznaniu, Tadeusz Żukowski pracował jako nauczyciel języka polskiego, następnie w dominikańskim wydawnictwie „W drodze”, a w latach 1982–1987 w Teatrze Nowym Izabelli Cywińskiej w Poznaniu, jako doradca literacki i aktor. W latach 80. i 90. pracował również w wielu wydawnictwach i redakcjach, a od 2002 roku pełni obowiązki asystenta Dyrektora Instytutu Pamięci Narodowej w Poznaniu. Jako reżyser, Żukowski zrealizował do końca 2002 roku 36 programów i filmów dokumentalno – artystycznych. Od 1976 roku trwała jego zażyła znajomość z aktorką Krystyną Feldman. Jej owocem była książka „Krystyna Feldman, albo festiwal tysiąca i jednego epizodu”. W 2008 roku został Honorowym Obywatelem Miasta Trzebiatowa. Twórczość literacka poety to kilkanaście tomików wierszy, tom prozy i książki dla dzieci. Poezję Żukowskiego tłumaczono na angielski, białoruski, bośniacki i niemiecki. Artysta otrzymał kilka prestiżowych nagród, zarówno literackich, jak i filmowych.